# Europamästerskapen i fälttävlan 2007
Europamästerskapen i fälttävlan 2007 arrangerades i Pratoni del Vivaro, Italien. Tävlingen var den 28:e upplagan av Europamästerskapen i fälttävlan.

## Resultat
| Placering | Ryttare             | Häst                  | Land |
| --------- | ------------------- | --------------------- | ---- |
| 1         | Nicholas Touzaint   | Galan de Sauvagere    | FRA  |
| 2         | Mary King           | Call Again Cavalier   | GBR  |
| 3         | Bettina Hoy         | Ringwood Cockatoo     | GER  |
| 4         | Jean Teulere        | Espoir de la Mere     | FRA  |
| 5         | Cedric Lyard        | Jolly Hope de Treille | FRA  |
| 6         | Zara Phillips       | Toytown               | GBR  |
| 31        | Viktoria Carlerbäck | Ballys Geronimo       | SWE  |

| Placering | Land           |
| --------- | -------------- |
| 1         | Storbritannien |
| 2         | Frankrike      |
| 3         | Italien        |
| 4         | Belgien        |
| 5         | Danmark        |
| 6         | Schweiz        |